# 沙洛
沙洛（法語：Chalaux，法語發音：[ʃalo]）是法国涅夫勒省的一个市镇，位于该省东北部，属于克拉姆西区。

## 地理
沙洛（47°20'20"N, 3°54'42"E）面积10.19 平方千米，位于法国勃艮第-弗朗什-孔泰大區涅夫勒省，该省份为法国中部省份，北至约讷省，西北接卢瓦雷省，西接谢尔省，南至阿列省，东南接索恩-卢瓦尔省，东临科多尔省。
与沙洛接壤的市镇（或旧市镇、城区）包括：马里尼莱格利斯、圣马丹迪皮。
沙洛的时区为UTC+01:00、UTC+02:00（夏令时）。

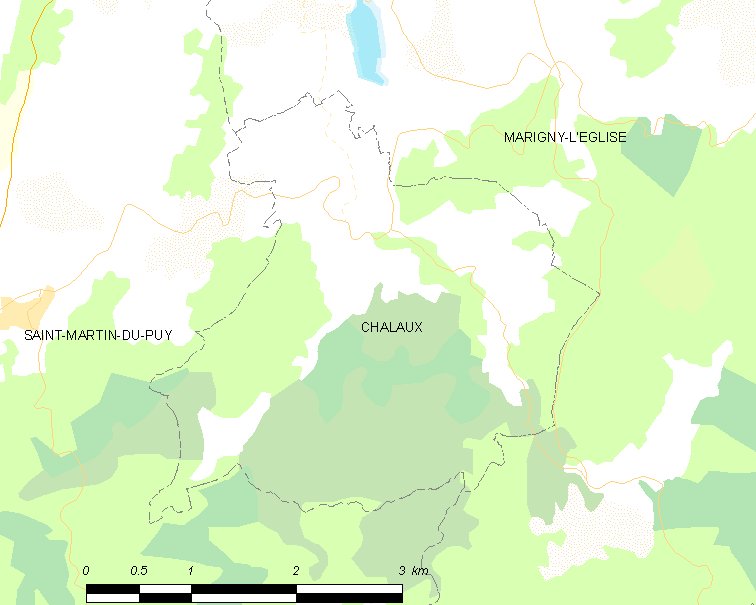
沙洛的OSM定位图

## 行政
沙洛的邮政编码为58140，INSEE市镇编码为58049。

## 政治
沙洛所属的省级选区为科尔比尼县。

## 交通
涅夫勒省省道D128线和D286线在境内交汇。

## 人口

1962-2008年间沙洛人口变化图示

沙洛于2022年1月1日时的人口数量为83人。